# جوزپه پلیتزا دا ولپدو
جوزپه پلیتزا دا وُلپدو (ایتالیایی: Giuseppe Pellizza da Volpedo) نقاش نئوامپرسیونیست قرن نوزدهم اهل ایتالیا بود. او در ولپدوی پیمونت در شمال ایتالیا زیست و همان‌جا درگذشت. سبک نقاشی‌اش مبتنی بر تفکیک‌گری بود و از نقاشی‌های مهمش می‌توان طبقه چهارم را نام برد.

## نگارخانه

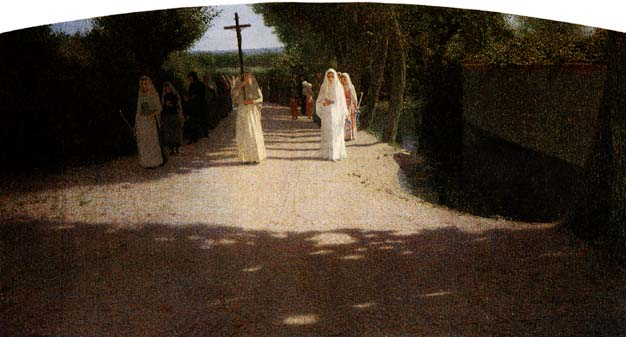
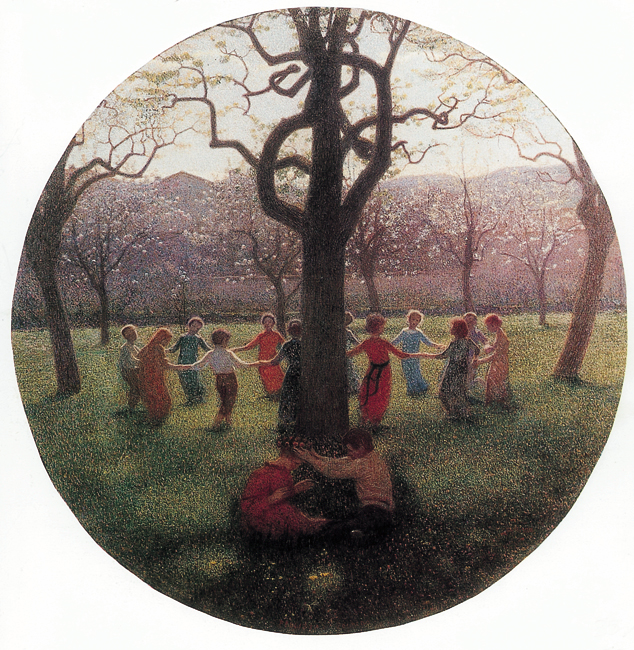
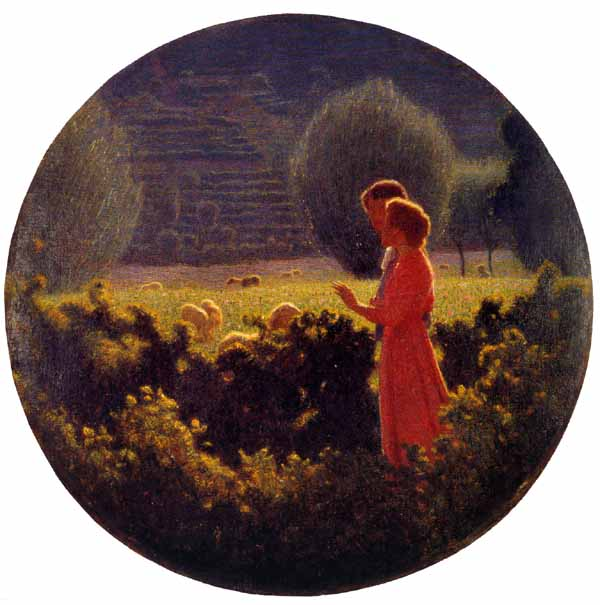
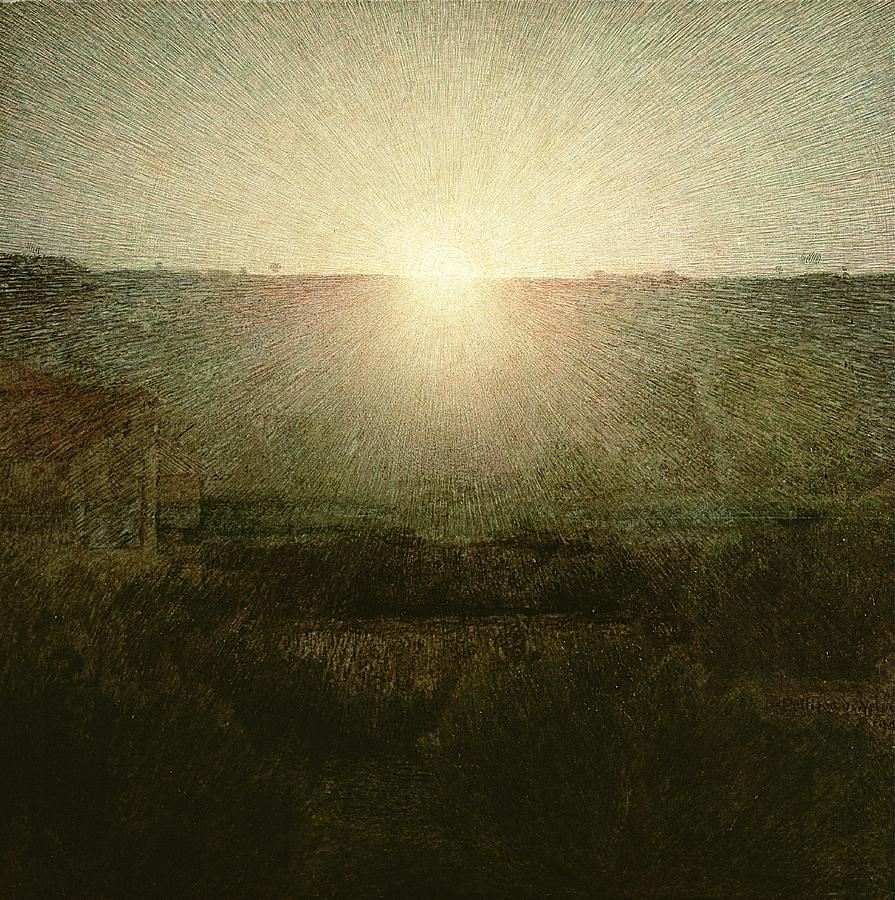